# هلال الحلوه
هلال الحلوه (انگلیسی: Hilal El-Helwe؛ زادهٔ ۲۴ نوامبر ۱۹۹۴) بازیکن فوتبال اهل لبنان است.
از باشگاه‌هایی که در آن بازی کرده‌است می‌توان به باشگاه فوتبال وولفسبورگ و باشگاه فوتبال هالشر اشاره کرد.
وی همچنین در تیم ملی فوتبال لبنان بازی کرده‌است.